# Allopsylla hetera
Allopsylla hetera är en loppart som beskrevs av Beaucournu et Fain 1982. Allopsylla hetera ingår i släktet Allopsylla och familjen fladdermusloppor. Inga underarter finns listade i Catalogue of Life.